# Sielsowiet Rudnia (obwód homelski)
Sielsowiet Rudnia (biał. Руднянскі сельсавет, Rudnianski sielsawiet; ros. Рудненский сельсовет) – sielsowiet na Białorusi, w obwodzie homelskim, w rejonie żytkowickim, z siedzibą w Kolnie.

## Demografia
Według spisu z 2009 sielsowiet Rudnia zamieszkiwało 2039 osób, w tym 1948 Białorusinów (95,54%), 58 Rosjan (2,84%), 16 Ukraińców (0,78%), 9 Romów (0,44%), 4 Polaków (0,20%), 1 Kazach (0,05%) i 3 osoby, które nie podały żadnej narodowości.

## Geografia i transport
Sielsowiet położony jest na Polesiu, w środkowej i wschodniej części rejonu żytkowickiego. Graniczy z Żytkowiczami. Największymi przepływającymi przez niego rzekami są Skrepica, Nawuć i Hlinica. Południowym krańcem sięga Prypeci. Częściowo obejmuje Rezerwat Krajobrazowy Środkowa Prypeć.
Przebiegają przez niego droga magistralna M10, droga republikańska R88 oraz linia kolejowa Kalinkowicze – Łuniniec.

## Historia
Do 27 listopada 2009 siedzibą władz sielsowietu był Hrabianiouski. Następnie zostały one przeniesione do Kolna.
14 maja 2014 do sielsowietu włączono Ackawanaje i Czeretenkę oraz wyłączono Podowż, który stał się częścią Żytkowicz.

## Miejscowości
- agromiasteczko:
  - Kolno
- wsie:
  - Ackawanaje
  - Borki
  - Bujkawiczy
  - Czeretenka
  - Hrebień
  - Jamicy
  - Kieli
  - Młynok
  - Najda
  - Pasieka
  - Polanka
  - Rudnia
  - Wostranka
- osiedla:
  - Czyrwonaja Zorka
  - Hrabianiouski